# South Muskham
South Muskham est une paroisse civile et un village du Nottinghamshire, en Angleterre.